# Лящук Богдан Васильович
Богда́н Васи́льович Лящу́к — головний сержант Збройних сил України, учасник російсько-української війни, що відзначився під час російського вторгнення в Україну в 2022 році.
Обіймає військову посаду командира 1-го десантно-штурмового відділення 2-го десантно-штурмового взводу 3-ї десантно-штурмової роти 3 БТГр 80-ї окремої десантно-штурмової бригади ЗС України. Брав участь в АТО на сході України.

## Нагороди
- орден За мужність II ступеня  (2022) — за особисту мужність і самовіддані дії, виявлені у захисті державного суверенітету та територіальної цілісності України, вірність військовій присязі[1].
- орден За мужність III ступеня  (2015) — за особисту мужність і високий професіоналізм, виявлені у захисті державного суверенітету та територіальної цілісності України.